# Colomban de Luxeuil
Pour les articles homonymes, voir Colomban et Saint-Colomban.
Colomban de Luxeuil, né en 540 à Navan et mort le 23 novembre 615 à Bobbio près de Plaisance, en Italie, le plus célèbre des saints Colomban, est un moine irlandais qui a évangélisé les populations campagnardes de Gaule, d'Alémanie, d'Helvétie et d'Italie. Il est fêté le 23 novembre selon le martyrologe romain. Il est parfois considéré comme le saint patron des motards, notamment en Italie.
Colomban, après avoir quitté l'Irlande, sillonne la Cornouailles britannique. Il aurait débarqué en Bretagne, à Saint-Coulomb près de Saint-Malo, dans les années 580 ou 590, puis, jusqu'en 615, évangélisé la France, l'Allemagne, la Suisse, l'Autriche et l'Italie. Après les troubles apportés par les invasions germaniques, son œuvre évangélique en Europe occidentale fut capitale pour la conversion des populations germaniques et la rechristianisation des campagnes.
Ce portrait est cependant à nuancer. Jonas de Bobbio, l'hagiographe de Colomban et son panégyriste, nous raconte la querelle d'un moine franc de Luxeuil, Agrestius, qui s'est insurgé contre certains usages irlandais. Cette affaire d’Agrestius met en lumière « le travail accompli à Luxeuil pour transformer le personnage historique de Colomban, dont l’orthodoxie restait incertaine, en une figure apaisée et acceptable pour tous.

## Missionnaire de l'Europe duVIesiècle

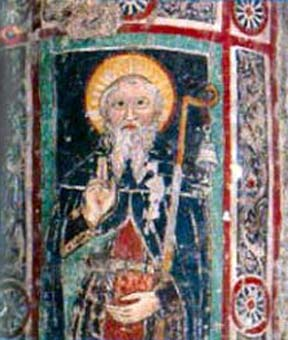
Peinture murale de la cathédrale de Brugnato

Après l'éclatement de l’Empire romain au Ve siècle, la Gaule est envahie par les Germains venus de l'Est. Les Francs sont au nord, les Wisigoths au sud-ouest et les Burgondes au sud-est. Clovis étend le royaume franc à toute la Gaule mais, au début du VIe siècle, sa succession divise à nouveau le pays. En se faisant baptiser à la fin du Ve siècle, Clovis Ier devient le premier roi barbare à se convertir à la religion catholique. Au nord-ouest, la Neustrie est gouvernée par Clotaire II et Frédégonde, à l'est se trouve l'Austrasie de Thierry II et Brunehilde, au sud-est la Burgondie. L'Armorique reste un monde à part.
Colomban est formé dans le contexte particulier du christianisme celtique, coupé de l'Église romaine, et de la mission hiberno-écossaise (en). Le monachisme irlandais est caractérisé par la règle de saint Colomban qui met l'accent sur l’ascèse, le jeûne et autres mortifications. Sur le territoire de ce qui deviendra la France, il y a plus de 200 monastères, mais, aucune règle ne fait encore consensus. La vie ecclésiale se base sur un clergé séculier centré sur la cité ou diocèse ; l’évêque réside dans le chef-lieu et s'occupe de la cathédrale. La qualité du clergé est parfois contestable, surtout dans les paroisses rurales. Les populations ont mêlé le paganisme à leurs pratiques chrétiennes. Au VIe siècle, saint Benoît définit sa règle de vie monastique. Mais celle-ci ne prend de l'importance que plus d'un siècle plus tard.

### Ses pérégrinations
En l'an 540, Colomban naît à Nobber, dans une riche famille du comté de Meath dans la province d’Aileach dans le nord-ouest de l'Irlande. Sa mère voyait pour lui un bel avenir, mais, très vite, Colomban rejette les plaisirs du monde pour devenir étudiant de Semell à Cluain Inis dans le comté de Donegal. Vers 20 ans, il devient moine, sous la direction de Comgall, au monastère de Bangor près de Belfast. Il remplit plusieurs fonctions pendant près de 30 ans et il fonde le cloître de Durrow.
Dans la tradition des moines voyageurs irlandais, il décide de s'exiler définitivement vers 585. Il part avec douze compagnons vers l'Europe : Gall, Autierne, Cominin, Eunoch, Eogain, Potentin, Colomban le jeune, Desle, Luan, Aide, Léobard, Caldwald. Ils traversent la mer d'Irlande sur leur curragh, bateau souple fait de lattes enveloppées de cuir. Puis ils longent les côtes de la Cornouailles anglaise et font étape près de Tintagel. Les deux villages de Saint-Colomb-Major et Saint-Colomb-Minor témoignent de ce passage.

### L'an 585 - Le débarquement
Colomban arrive sur le continent dans les années 585-590,,.
Dans les traditions, Colomban et ses compagnons débarquent sur la plage du Guesclin en Saint-Coulomb près d'Alet (Saint-Malo) en Bretagne. Une croix en marquerait le souvenir et un lieu-dit portant le nom d'ermitage serait une trace que le groupe a séjourné en ce village. Ensuite, ils se dirigent vers Reims, en passant par Rouen et Noyon. Colomban souhaite rencontrer Childebert II, le roi d'Austrasie pour solliciter un lieu de séjour. Il obtient le droit de s'installer dans ce royaume. Le groupe repart alors vers Châlons-en-Champagne, Langres, à la recherche d'un endroit propice à leur installation.

### L'an 592 - Annegray et 595 - Luxeuil

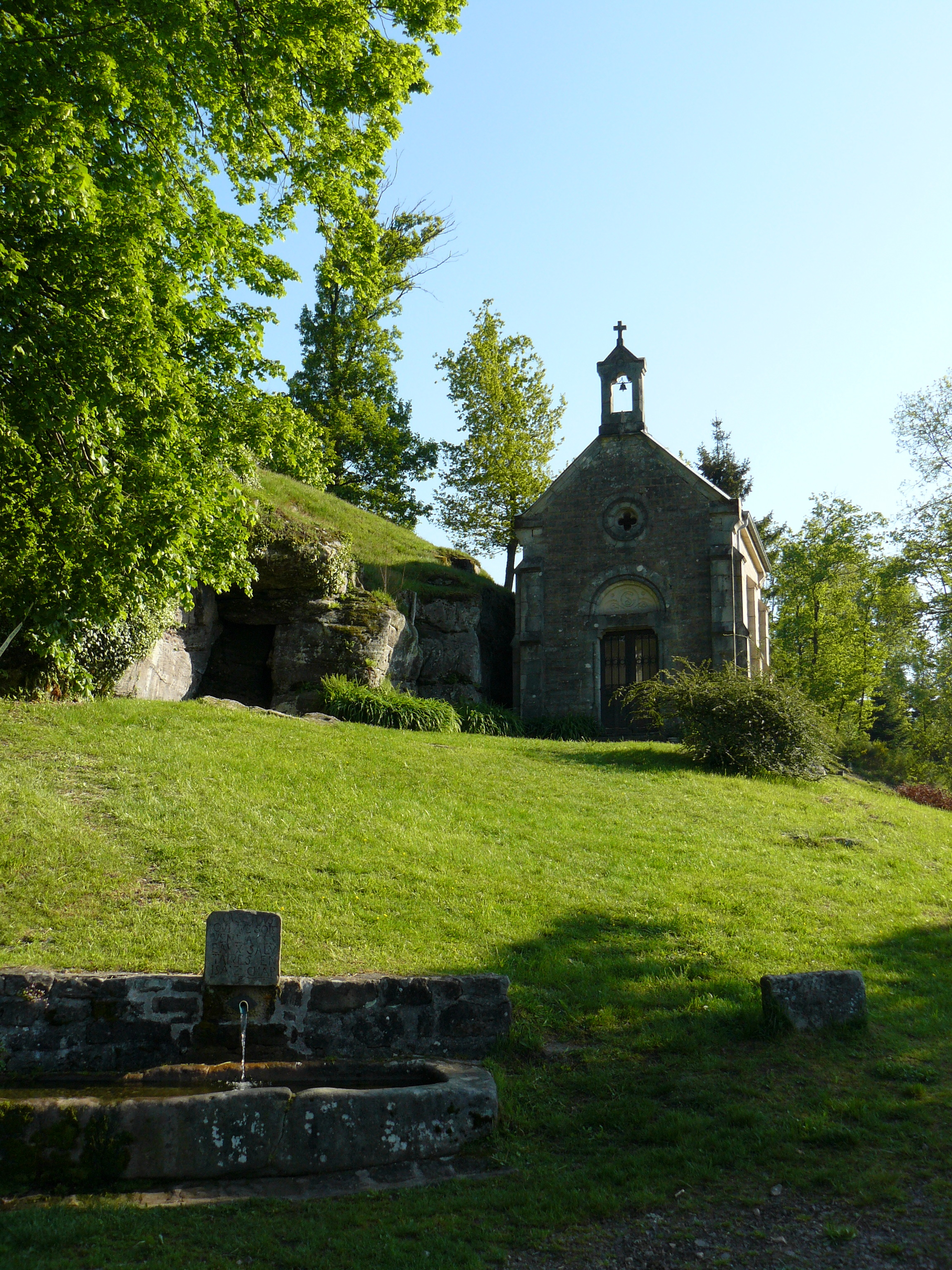
Grotte, source et chapelle de saint Colomban à Sainte-Marie-en-Chanois ; la chapelle a été reconstruite au XIXe siècle.

Ils arrivent dans les Vosges saônoises et se fixent sur le site d'Annegray (Anagrates) au pied de la montagne Saint-Martin, sur la commune actuelle de La Voivre dans la Haute-Saône, sur le site d'un ancien castrum romain ruiné. Les moines entreprennent le défrichement des bois, la construction de bâtisses de chaume. En même temps, ils accueillent les malades et commencent la formation de nouveaux moines. Colomban effectue une première retraite dans une grotte de la montagne (actuellement sur le territoire de Sainte-Marie-en-Chanois). Selon la légende, la grotte était occupée par un ours qui la lui céda, et Colomban lui-même aurait fait jaillir la « source miraculeuse » située à proximité.
Devant le succès des vocations, Colomban décide de créer un nouveau monastère à Luxeuil, lieu plus accessible et pourvu de sources aux vertus thermales. Lui et ses moines y pratiquent une vie contemplative équilibrée par un fort travail manuel. Ils se consacrent à l'éducation, aux œuvres charitables, à l'évangélisation.

### L'an 603 - Conflit avec l'Église franque
Le concile de Chalon est réuni en 603 pour statuer sur la question du calcul de la date de Pâques qui est fixée différemment par l’Église romaine et les Irlandais. L'Église franque suit le canon ou cycle pascal déterminé pour 532 ans, à partir de la 28e année de l'ère, en 457 ou 462 par Victorius d'Aquitaine, qui utilise le calendrier julien. Il a été adopté par le concile d'Orléans de 541. Le calendrier irlandais est calculé à partir du comput de saint Anatole évêque de Laodicée qui vivait en Syrie au IIIe siècle (vers 276). Colomban s'oppose aux évêques mérovingiens, ne cède pas, en appelle au pape, Grégoire Ier.

### L'an 607 - Le conflit avec Brunehilde
Colomban rencontre à Boucheresse (Trévilly) la reine Brunehilde, grand-mère du roi Thierry II. Alors qu'elle souhaite lui présenter ses petits-enfants, Colomban s'insurge : « Ils ne recevront pas le sceptre royal car ils sont issus de mauvais lieux ». Pour lui, ce sont des « bâtards ». En effet, le roi Thierry II de Bourgogne n'avait pas d'épouse légitime et ses enfants étaient issus de plusieurs concubines. De guerre lasse, Thierry II avait épousé Ermenberge, princesse wisigothe en 607, mais elle fut répudiée au bout d'un an. Cette entrevue est le début des ennuis de Colomban avec Brunehilde.

### L'an 610 - L'expulsion ratée
La reine Brunehilde profite du conflit de Colomban avec l'Église franque pour lui ordonner de partir avec ses disciples irlandais et armoricains. C'est donc le départ de Luxeuil vers Nantes en suivant la Loire. Ils passent par Besançon, Autun, Auxerre, pour atteindre la Loire à Nevers. Ils continuent en bateau vers Orléans, Tours puis Nantes où ils embarquent sur un navire en partance vers l'Irlande. Mais c'est un faux départ. Après un échouage, ils se retrouvent sur la côte sud de Bretagne.
Colomban décide de rester sur le continent et d'aller voir le roi de Neustrie. Lui et ses compagnons remontent vers le nord en longeant l'Armorique où règne le jeune roi breton Judicaël. Colomban le connaît par l'intermédiaire de son conseiller saint Malo qui a séjourné à Luxeuil. Ils poursuivent leur route par Rouen, puis Soissons. Colomban est très bien accueilli par Clotaire II qui lui accorde son amitié et l'invite à s'installer près de lui.

### L'an 612 - Brégence
Colomban préfère poursuivre son périple vers les peuples germaniques. Le groupe passe par Meaux, La Ferté-sous-Jouarre, puis Metz, capitale du roi Thibert II d'Austrasie. Le roi l'invite à s'installer sur son domaine. Cependant  Thibert II est battu par son frère Thierry II à Tolbiac. Il est enfermé dans un monastère puis tué sur ordre de Brunehilde, grand-mère de rois rivaux. Thierry II s’approprie l’Austrasie. Colomban est contraint de quitter l’Austrasie et poursuit sa route avec la barque qui fut mise à sa disposition. 
Descendant la Moselle jusqu'à Coblence, le bateau remonte le Rhin par Mayence jusqu'à Bâle puis Waldshut. En suivant l'Aar et le lac de Zurich, ils arrivent à Tuggen. Ils repartent pour aller s'installer à Brégence, sur la rive sud du lac de Constance, sous la protection du roi Clotaire II de Neustrie. Ils construisent un nouveau monastère. Colomban s'isole à nouveau en montagne.

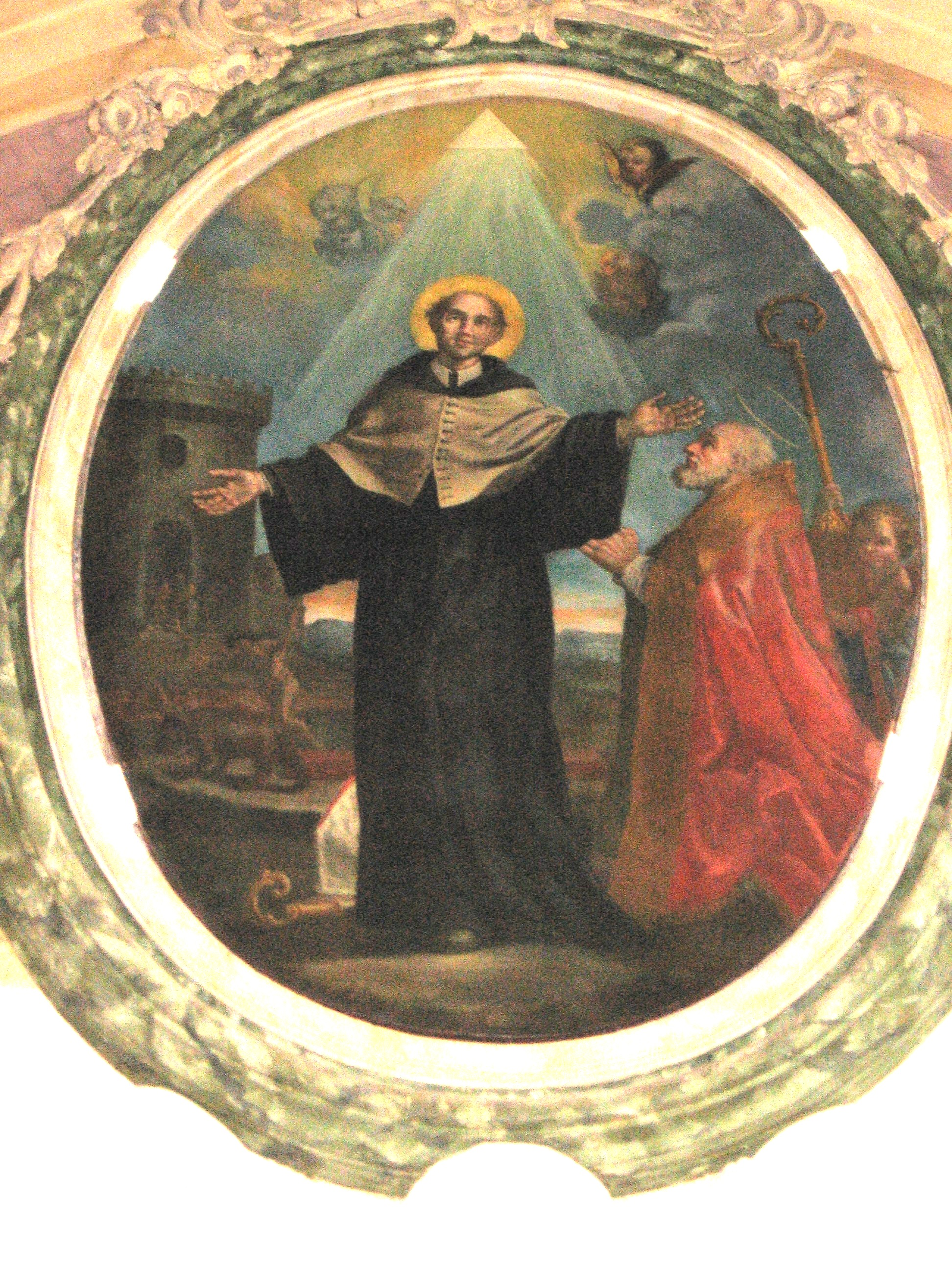
Retable de saint Colomban dans l'église de Pezzolo Valle Uzzone.

### L'an 614 - Bobbio
À nouveau menacé par la haine de Brunehilde (elle est morte en 613), au faîte de sa puissance après la victoire de Thierry sur Thibert, Colomban préfère quitter Brégence et passer les Alpes. Le groupe des moines irlandais a vieilli. La maladie atteint Gall qui s'arrête en route et fonde le monastère qui porte son nom. À Coire, le moine Sigisbert se sépare du groupe et serait parti fonder un monastère à Disentis. Enfin, Colomban atteint le col du Septimer et redescend vers le lac de Côme et la plaine du Pô.
Colomban sollicite d'Agilulf, roi de Lombardie, l'octroi d'une terre. Il obtient la protection du roi et, surtout, de la reine Théodoline. Après quelque temps à Milan, Colomban part s'installer dans la vallée de Bobbio. Lui et ses moines construisent de nouveau un monastère autour d'une vieille chapelle.
Le roi des Francs Clotaire II ayant vaincu Brunehilde, il députe l'abbé de Luxeuil Eustaise pour rappeler saint Colomban en France.
La communauté de Bobbio a pris son rythme. Colomban s'est retiré dans un ermitage sur les hauteurs de Coli. C'est là qu'il meurt le 21 novembre 615.

## Œuvre littéraire
Les textes laissés par saint Colomban, tous en latin, sont édités dans le volume LXXX de la Patrologie latine. Ce sont :
- un pénitentiel ;
- dix-sept brefs sermons ;
- six lettres ;
- des poèmes religieux ;
- une règle monastique succincte, en dix chapitres.

## Hagiographie
La vie de saint Colomban a été rédigée par un moine de l'abbaye de Bobbio, Jonas de Bobbio, Vie de saint Colomban et de ses disciples. Une traduction française a été rédigée  en 1988 par un moine de l'abbaye de la Pierre-qui-Vire - Dom Adalbert de Voguë. Elle est disponible aux éditions de l'abbaye de Bellefontaine.

## Héritage

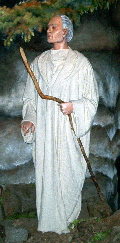
Figure réaliste de saint Colomban au musée de Navan

Colomban de Luxeuil a marqué son époque par sa personnalité et le mouvement monastique qu'il a initié. Sa réputation a traversé les siècles. De nombreux lieux et monuments, en Europe occidentale et même ailleurs dans le monde, évoquent son nom. Des institutions religieuses portent encore son message. Des organisations laïques se mettent dans ses pas pour retrouver leurs racines ou rencontrer son prochain et élaborer des projets de chemins de pèlerinage.

### Traces de son passage
De nombreux lieux en Europe , mais aussi ailleurs (par exemple au Québec), se réfèrent à saint Colomban. Cela tient aussi bien au souvenir de son passage qu'à l'influence qu'il a pu avoir, à travers les siècles, sur des populations qui ont alors transporté avec elles son souvenir.
Des paroisses consacrées à saint Colomban existent, notamment celles de Plougoulm et de Saint-Colomb-de-Lauzun et des chapelles dédiées à saint Colomban existent en Bretagne à Carnac, Pluvigner, Saint-Nolff, Plougoulm (chapelle de Prat Coulm), Plounévez-Quintin et Locminé ; une commune dénommée Saint-Colomban se trouve en Loire-Atlantique et une commune Saint-Colomban au Québec. Une autre commune, Saint-Coulomb (Ille-et-Vilaine) lui doit aussi son nom.

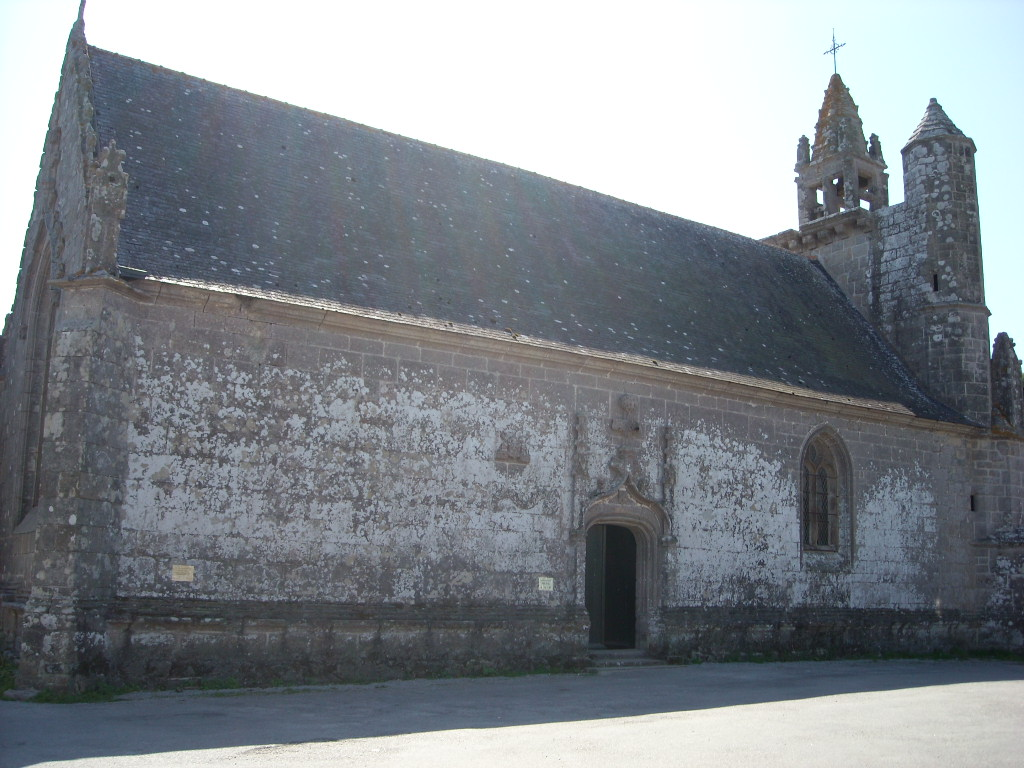
La chapelle Saint-Colomban de Carnac, vue extérieure
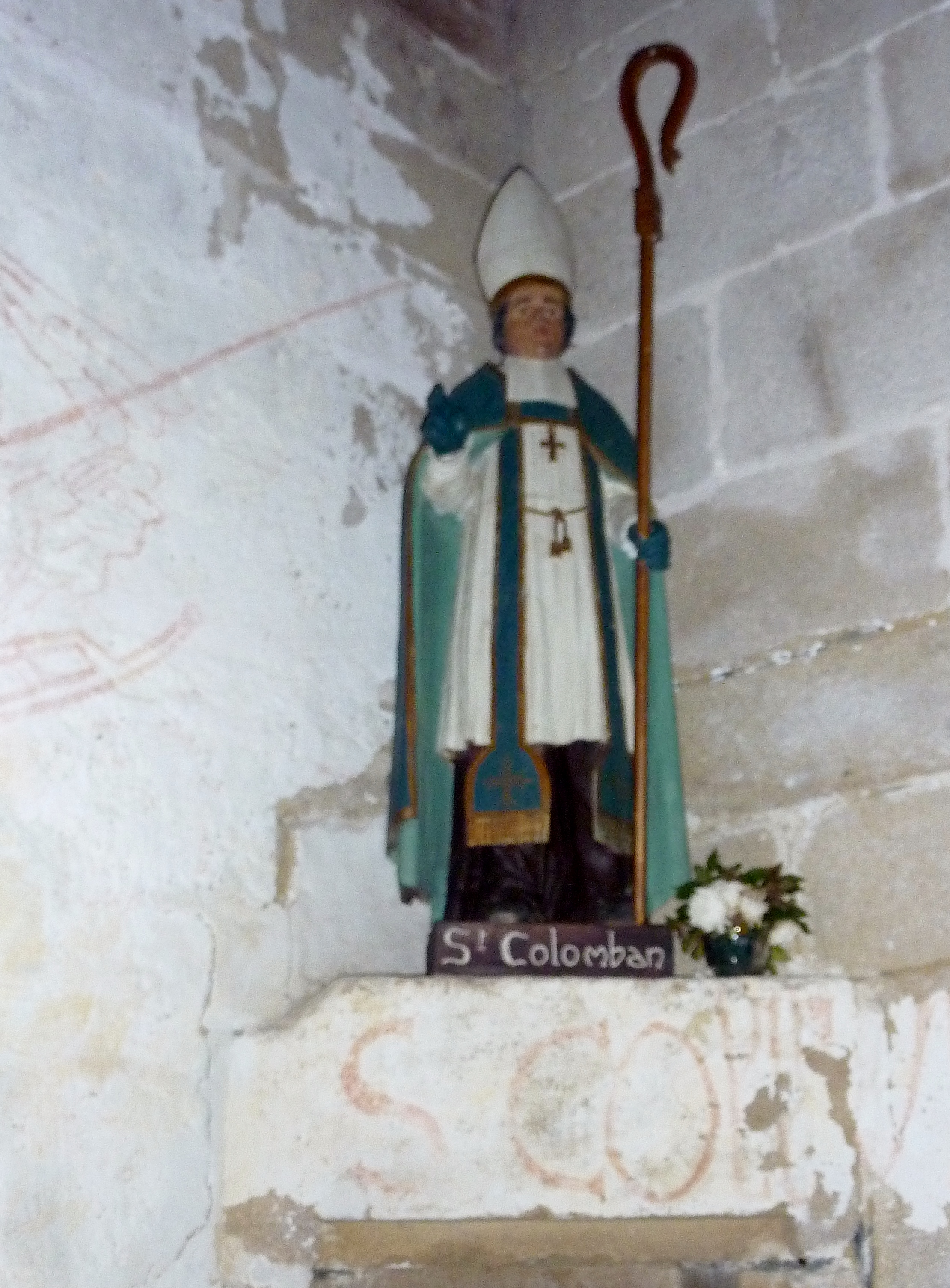
Chapelle Saint-Colomban de Carnac : statue de saint Colomban
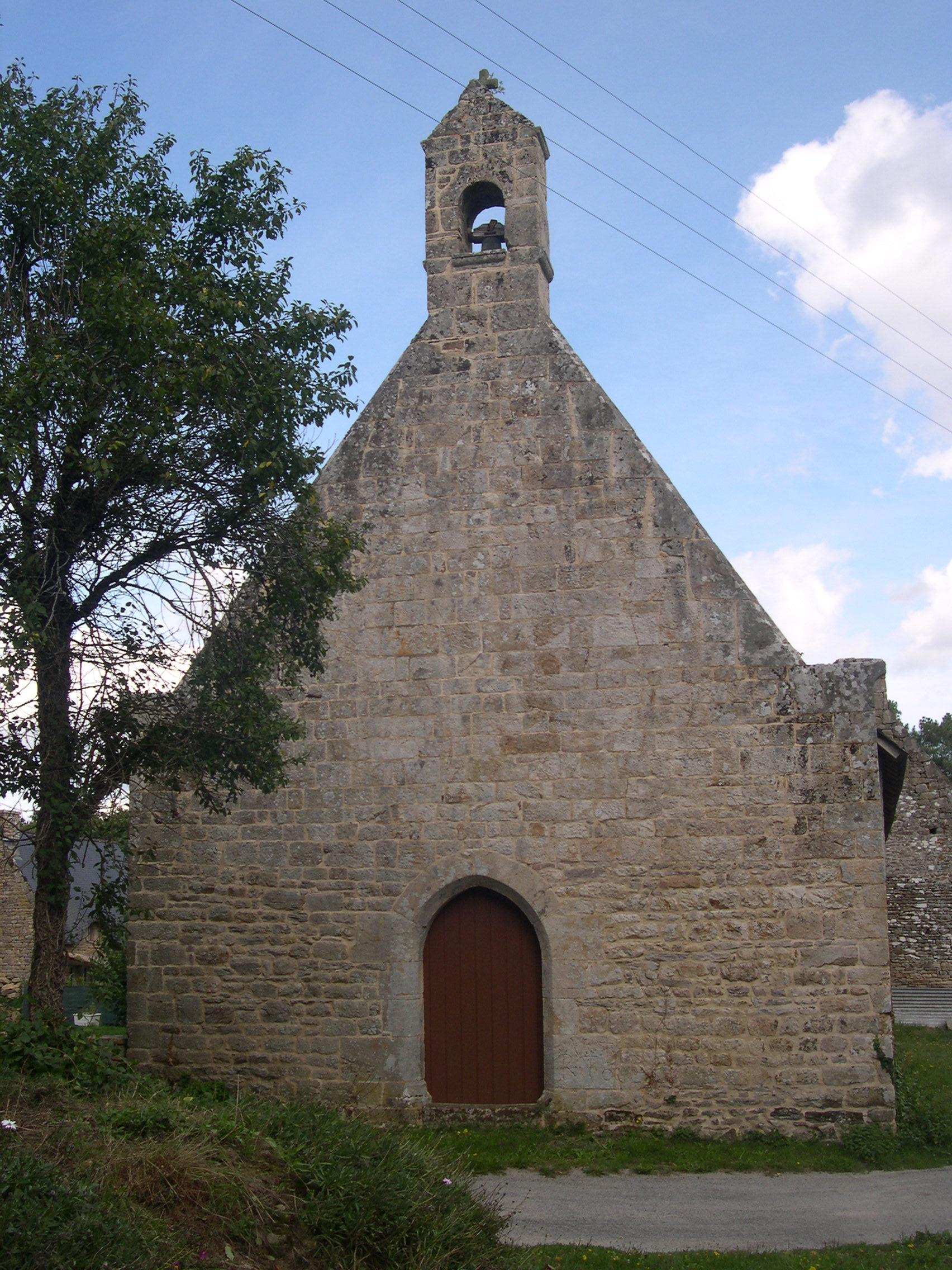
La chapelle Saint-Colomban de Pluvigner
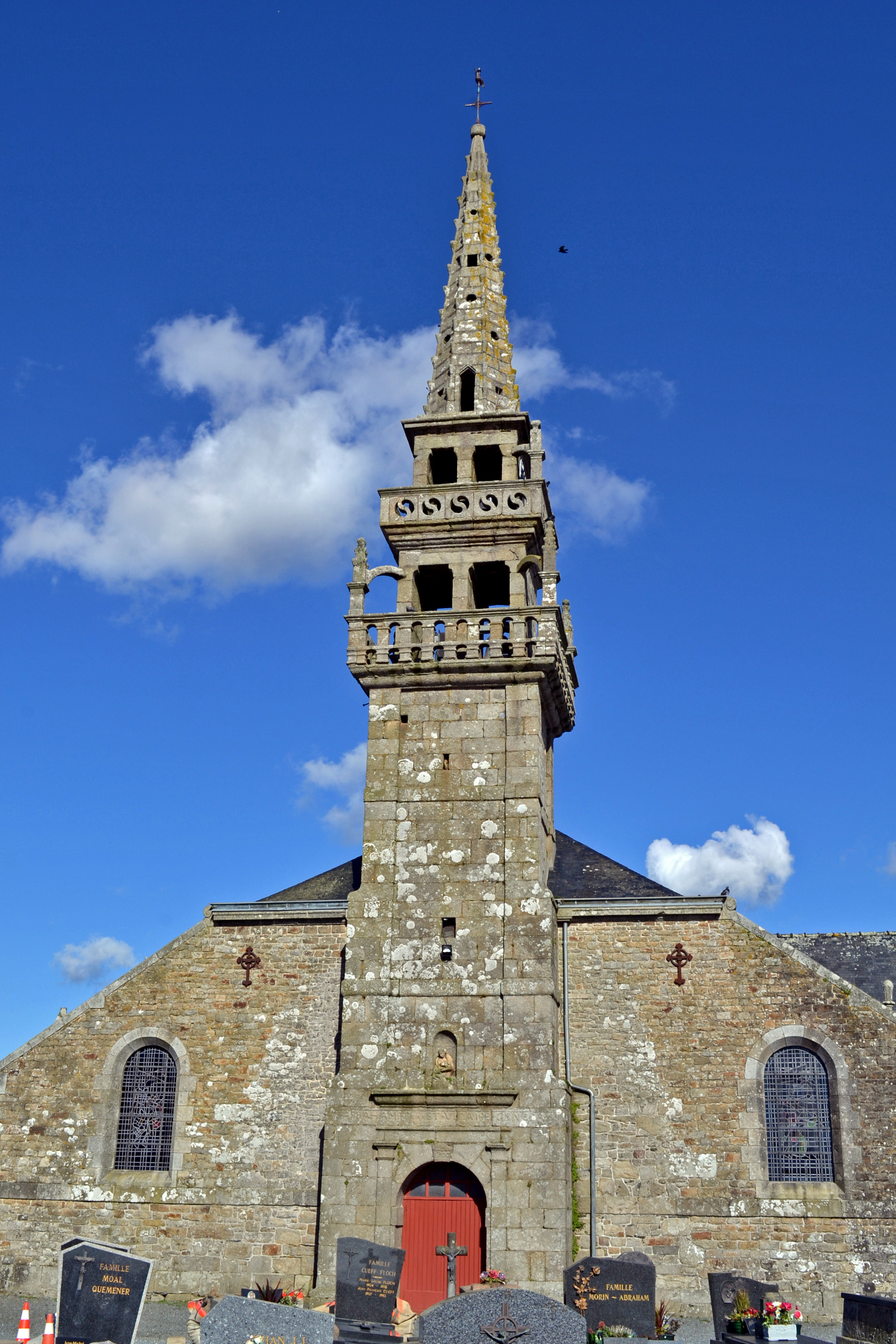
Église Saint-Colomban de Plougoulm
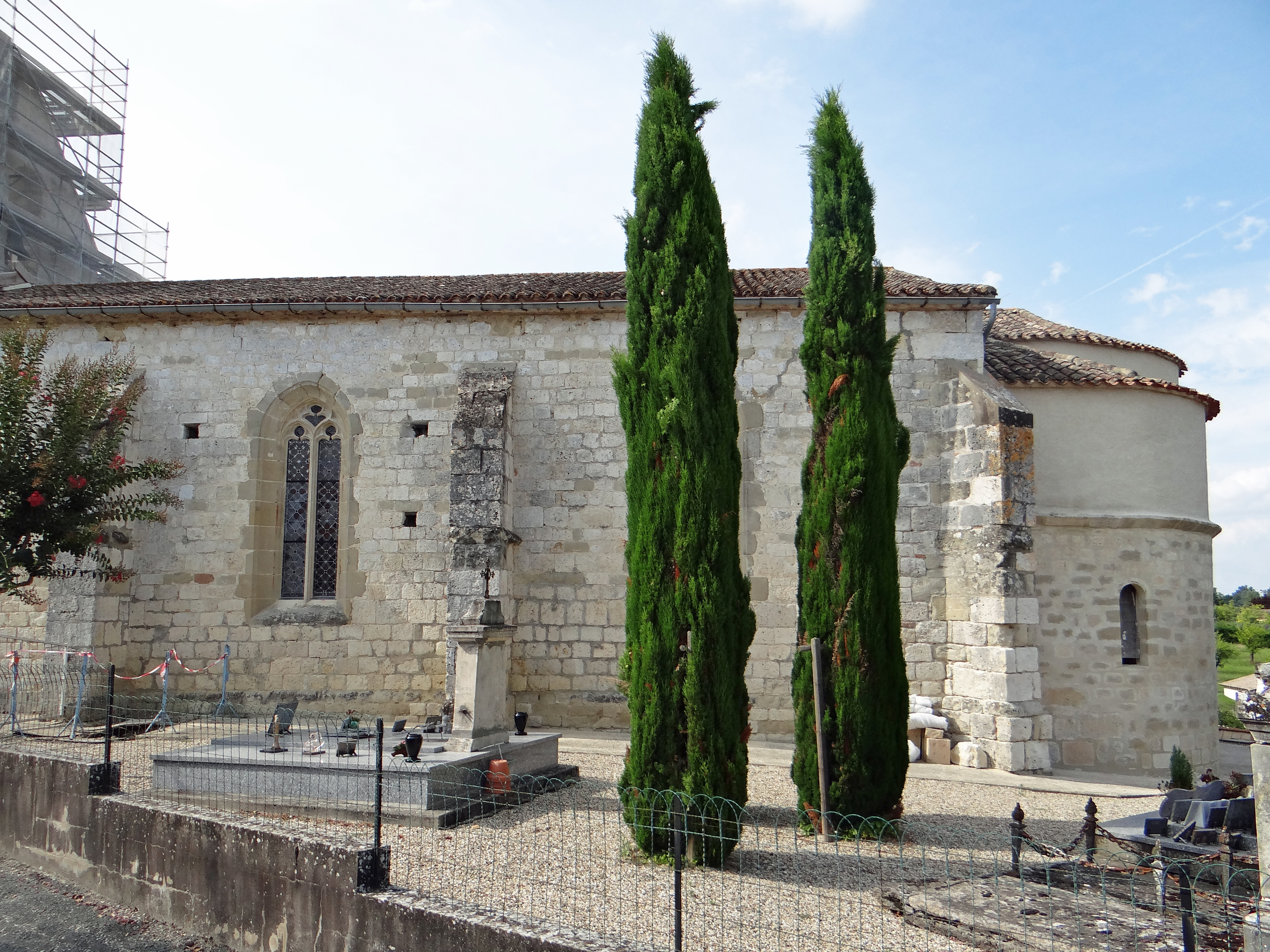
Église Saint-Colomban à Saint-Colomb-de-Lauzun (Lot-et-Garonne)

Locminé et Saint-Gildas-de-Rhuys auraient possédé avant 1789 une partie des reliques de saint Colomban.

### Institutions religieuses
Parmi les disciples contemporains de Colomban il y a la Société missionnaire de Saint-Columban, établie en 1918, par deux prêtres du Collège de Saint-Patrick à Maynooth : le père Eduard Galvin (plus tard évêque) et le père Jean Blowick. La mission de la Société était l'évangélisation de la Chine, « The Maynooth Mission to China ». La Société s’appelle aussi « Les Pères de Saint Colomban », en anglais, Columban Fathers. Le siège international se trouve depuis trois ans à Hong Kong. En effet, les pères de Saint-Colomban tant en Nebraska qu'en Navan (Irlande) appartiennent à une société internationale. En Dalgan Park, près de Navan, les pères de Saint-Colomban réalisent beaucoup d'activités de formation et de prise de conscience missionnaires. Ses activités Ad Gentes, outre-mer, s'organisent selon un système de régions. Les régions sont l'Irlande, l'Angleterre, les États-Unis, l'Australie, la Nouvelle-Zélande, le Pérou, le Chili, le Japon, Fidji, le Pakistan, Taïwan, la Chine, et la Corée du Sud. [pas clair]
Les sœurs de Saint-Columban, fondées en 1924 par madame Francis Maloney et le père Jean Blowick, avec siège en Magheramore (Irlande), collaborent avec les Pères de Saint Colomban et réalisent un travail missionnaire propre.
En France, la Fraternité de Saint-Colomban est une communauté religieuse œcuménique vivant l'Évangile dans l'esprit de la Règle de Saint Colomban.

### Amicales laïques
Différentes institutions ou associations, ainsi que des particuliers, agissent pour constituer un réseau de relations sur les traces de saint Colomban. À l'heure de la construction d'une Europe unie, ces personnes voient en saint Colomban un vecteur local de rapprochement avec d'autres Européens. Cela a débouché sur des échanges économiques via la mise en place d'un itinéraire culturel européen par l'association « Les Amis de saint Colomban », en particulier avec le programme d'activité des festivités 2015 du 14e centenaire de saint Colomban (615-2015).
Concrètement, ce réseau s'exprime par un tissu de relations informelles entre des gens de Navan (Irlande), Saint-Coulomb et Luxeuil (France), Unterboïhingen (Allemagne), Brégence (Autriche) et Bobbio (Italie), le jumelage entre la ville de Bangor (Irlande du Nord) et Brégence (Autriche), et des rencontres colombaniennes organisées de 1998 à 2001 à San Colombano Al Lombro (Italie), en 2002 à Riva di Suzzara (Italie), en 2003 à Canevino (Italie), en 2004 à Friedrichshafen (Allemagne), en 2005 à Vernasca (Italie), en 2006 à Bobio (Italie), en 2007 à Luxeuil-les-Bains (France), en 2008 à Briandrate 5Italie), en 2009 à Brugnato (Spezia en Italie) et d'octobre 2014 à novembre 2015 à nouveau à Luxeuil-les-Bains (France).
Des périples colombaniens sont organisés par les Amis Bretons de Colomban dont le siège est à Saint-Coulomb. Ces voyages les ont conduits, en 2000 jusqu'à Bobbio, en 2001 jusqu'à l’Abbaye de la Pierre-Qui-Vire, en 2002 jusqu'en Irlande du Sud et du Nord (Bangor), en 2004, vers la Bretagne (Loyat, Locminé, Pluvigner, Carnac, Saint-Nolff, Langast, Querrien, Plounevez-Quintin), en 2005 sur les pas du périple germanique du saint (abbaye Saint-Wandrille[Où ?], Strasbourg, Unterboïhingen, Friedrichshafen, Brégence, Rorschach, Saint-Gall, Luxeuil), en 2007 aux rencontres de Luxeuil, en 2008 au Québec (Saint-Colomban des Laurentides), en 2009 la fête Saint Colomban à Lantosque (Alpes-Maritimes), en 2010 de nouveau à Bangor et en Irlande de l'ouest, en 2011 dans les Cornouailles anglaises.
L’Association des amis de Saint Colomban a pour but la mise en valeur des sites colombaniens à Luxeuil, Annegray, la grotte de Sainte Marie en Chanois et la diffusion de la connaissance colombanienne à travers des publications.

### Le chemin de Colomban
La connaissance des chemins parcourus par Colomban doit permettre de souligner son rôle dans les fondations monastiques d'Europe au début de la Chrétienté. Plusieurs associations dédiées au moine se sont concertées pour identifier précisément son parcours et apposer des plaques à l'endroit des sites majeurs. Le projet consiste à proposer aux pèlerins deux itinéraires, l'un spirituel, l'autre culturel. Un dossier a été soumis à l’Institut Européen des Itinéraires Culturels de Luxembourg par l’association du Chemin de saint Colomban créée en novembre 2013 et réunissant les 3 villes de Bangor, Luxeuil-les-Bains et Bobbio. À terme sera proposée aux pèlerins et randonneurs une Via Columbani à l'image de la via Francigena.

### Saint patron des motocyclistes
Saint Colomban est considéré comme le saint patron des motocyclistes, notamment en Italie ou en Bretagne. Un pardon des motards sous la protection de saint Colomban est organisé chaque année à Camaret.
Le Vatican aurait officiellement approuvé ce statut[source insuffisante].